# Cerro Maggiore
Cerro Maggiore es una comuna de la región de Lombardía, en la provincia de Milán. Con cerca de 13.740 habitantes, se extiende sobre una superficie de 10 kilómetros cuadrados. Limita con las poblaciones de Rescaldina, Uboldo, Legnano, Origgio, San Vittore, Olona, Parabiago y Nerviano.
En la localidad hay un convento de capuchinos en el que hasta 1957 estuvo el cadáver de Benito Mussolini.

## Evolución demográfica
| Gráfica de evolución demográfica de Cerro Maggiore entre 1861 y 2001 |
|                                                                      |
| Fuente ISTAT - elaboración gráfica de Wikipedia                      |

## Lugares de interés

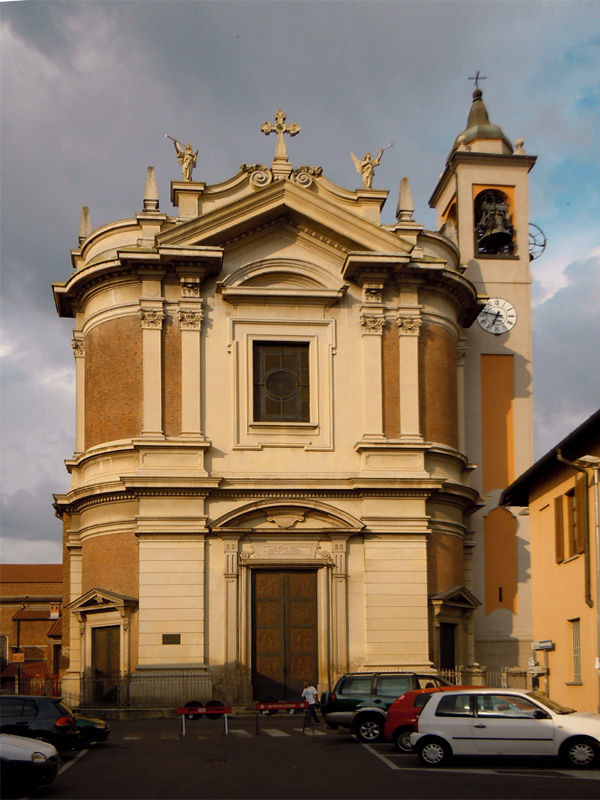
Chiesa Parrocchiale dei Santi Cornelio e Cipriano.

- Chiesa Parrocchiale dei Santi Cornelio e Cipriano
- Chiesa della Visitazione della Beata Vergine Maria (En el Convento dei Cappuccini)
- Santuario della Borretta